# Full Circle (Creed)
Full Circle è il quarto album del gruppo post-grunge statunitense Creed, pubblicato nell'ottobre 2009. Il titolo dell'album fa riferimento ai membri della band  che arrivano "a tutto tondo" con Scott Stapp per riformare la band. La title track parla della reunion dei Creed e di come ci si sente di nuovo insieme come band.
Full Circle ha ricevuto recensioni positive da parte della critica. I critici hanno dichiarato di apprezzare il "nuovo lato dei Creed più pesante e oscuro. " Full Circle ha debuttato al numero 2 della Billboard 200, vendendo 111 000 copie nella prima settimana.

## Tracce
1. Overcome – 3:46
2. Bread of Shame – 3:56
3. A Thousand Faces – 4:54
4. Suddenly – 3:31
5. Rain – 3:27
6. Away In Silence – 4:41
7. Fear – 4:05
8. On My Sleeve – 4:14
9. Full Circle – 4:08
10. Time – 5:55
11. Good Fight – 3:54
12. The Song You Sing – 4:08

## Formazione
- Scott Stapp – voce
- Mark Tremonti – chitarra, cori
- Brian Marshall – basso
- Scott Phillips – batteria

## Classifiche
| Classifica (2009)  | Posizione massima |
| ------------------ | ----------------- |
| US Billboard 200   | 2                 |
| Top Canadian Album | 8                 |
| US Top Digital     | 2                 |
| US Top Hard Rock   | 1                 |
| US Alternative     | 1                 |
| US Top Rock        | 1                 |